# Прокашев, Анатолий Фёдорович
Анато́лий Фёдорович Прока́шев (16 марта 1924, Вятский уезд, Вятская губерния — 29 февраля 1956, Ключи, Кировская область) — советский военнослужащий. Участник Великой Отечественной войны. Герой Советского Союза (1945). Старшина.

## Биография
Анатолий Фёдорович Прокашев родился 16 марта 1924 года в деревне Малые Ключи Вятского уезда в крестьянской семье. Русский. Образование 7 классов и школа фабрично-заводского ученичества.
В ряды Рабоче-крестьянской Красной Армии А. Ф. Прокашев был призван Вожгальским районным военкоматом в августе 1942 года. Прошёл военную подготовку в школе младших командиров, освоил воинскую специальность наводчика артиллерийского орудия. В боях с немецко-фашистскими войсками младший сержант А. Ф. Прокашев с февраля 1943 года на Северо-Западном фронте в должности наводчика орудия 1429-го артиллерийского полка 16-й артиллерийской дивизии. Боевое крещение принял в боях под Старой Руссой. Во время Старорусской операции в боях за деревни Сосновка и Однорядка 12 и 13 марта 1943 года младший сержант Прокашев точным огнём своего орудия способствовал продвижению вперёд стрелковых подразделений и в ходе боя уничтожил 4 вражеские автомашины с боеприпасами, за что был награждён своей первой боевой наградой — медалью «За боевые заслуги».
В апреле 1943 года 16-я артиллерийская дивизия была выведена в резерв и переформирована в 16-ю артиллерийскую дивизию прорыва Резерва Главного Командования. 1429-й лёгкий артиллерийский полк вошёл в состав её 49-й лёгкой артиллерийской бригады. 25 мая 1943 года дивизия была переброшена на Брянский фронт и заняла позиции на северном фасе Курской дуги в районе Мценска и Белёва. Летом 1943 года Анатолий Фёдорович участвовал в оборонительной фазе Курской битвы. 12 июля 1943 года его полк перешёл в наступление в ходе Орловской операции, однако уже 14 числа 16-я артиллерийская дивизия прорыва РГК была передана Степному фронту и участвовала в контрударе войск фронта, а затем в Белгородско-Харьковской операции. В ходе Полтавско-Кременчугской операции Битвы за Днепр сержант А. Ф. Прокашев, назначенный командиром орудия 1-й батареи 1-го дивизиона 1429-го лёгкого артиллерийского полка, огнём своей пушки поддерживал наступление стрелковых частей 75-го стрелкового корпуса, в составе своего подразделения освобождал город Кременчуг. Осенью — зимой 1943 года его расчёт сражался в Пятихатской и Знаменской операциях 2-го Украинского фронта. За умелое командование расчётом орудия Анатолий Фёдорович был произведён в старшие сержанты.
Зимой-весной 1944 года А. Ф. Прокашев принимал участие во всех операциях 2-го Украинского фронта (Кировоградская, Корсунь-Шевченковская и Уманско-Ботошанская операции), поддерживая наступление стрелковых подразделений 5-й и 4-й гвардейских армий. В середине апреля 1944 года 16-я артиллерийская дивизия прорыва РГК вышла к реке Днестр и заняла оборонительные позиции в районе города Резина. Расчёт старшего сержанта А. Ф. Прокашева отличился в ходе Ясско-Кишинёвской операции. 28 августа 1944 года юго-западнее города Бузэу огнём с прямой наводки артиллеристы отразили контратаку противника, уничтожив при этом 18 повозок с военным имуществом, 2 бронетранспортёра и 19 немецких солдат. Ещё 5 военнослужащих вермахта были взяты в плен. Освобождение Румынии Анатолий Фёдорович продолжил участием в Дебреценской операции. Поддерживая наступление стрелковых частей 7-й гвардейской армии, 27 октября 1944 года в составе своего полка расчёт старшего сержанта Прокашева форсировал реку Тису у венгерского села Караеней (ныне село Тисайенё (Tiszajeno)) и занял оборону на плацдарме. Стремясь отбросить советские войска с венгерской территории, немецкое командование бросило на позиции 1429-го лёгкого артиллерийского полка 26 танков и до двух батальонов пехоты. В ходе двухдневных боёв за удержание плацдарма расчёт А. Ф. Прокашева подбил 4 танка, 1 САУ, 1 бронетранспортёр, уничтожил 1 противотанковое орудие, 3 станковых пулемёта и до 40 солдат и офицеров противника.
29 октября 1944 года с захваченных на западном берегу Тисы плацдармов войска 2-го Украинского фронта перешли в наступление в ходе Будапештской операции. Артиллеристы 16-й артиллерийской дивизии прорыва РГК обеспечили успех стрелковых подразделений при прорыве обороны противника северо-восточнее Будапешта. Расчёт старшего сержанта А. Ф. Прокашева вновь отличился при взятии города Асода 7 декабря 1944 года. Находясь в боевых порядках пехоты, Анатолий Фёдорович со своими бойцами одним из первых в полку ворвался в город. В ходе уличных боёв огнём орудия Прокашева было уничтожено 2 миномёта, 3 станковых и 2 ручных пулемёта, орудие противотанковой обороны и до 30 вражеских солдат. Не смирившись с потерей Асода, немецкие и венгерские войска предприняли контратаку. Прямой наводкой старший сержант Прокашев расстреливал вражескую пехоту до последнего снаряда. Когда закончился боезапас, он повёл свой расчёт в рукопашную. В ходе схватки лично уничтожил 5 солдат неприятеля и взял в плен одного офицера. За героизм, проявленный в Дебреценской и Будапештской операциях, командир 1429-го лёгкого артиллерийского полка подполковник В. И. Жильцов 15 декабря 1944 года представил старшего сержанта Прокашева Анатолия Фёдоровича к званию Героя Советского Союза. Указ Президиума Верховного Совета СССР был подписан 28 апреля 1945 года.
На завершающем этапе Великой Отечественной войны А. Ф. Прокашев участвовал в освобождении Будапешта и Братиславы. Боевой путь он закончил в Австрии в ходе Венской наступательной операции. После войны Анатолий Фёдорович служил в Красной Армии до 1947 года. Демобилизовался в звании старшины. Жил в деревне Ключи (ныне — Кумёнского района Кировской области), работал в колхозе. Скончался 29 февраля 1956 года.

## Награды
- Медаль «Золотая Звезда» (28.04.1945);
- орден Ленина (28.04.1945);
- орден Отечественной войны 2-й степени (28.11.1944);
- орден Красной Звезды (17.04.1944);
- орден Славы 3-й степени (16.09.1944);
- медали, в том числе:
  - две медали «За боевые заслуги» (10.04.1943; 17.08.1943).

## Память

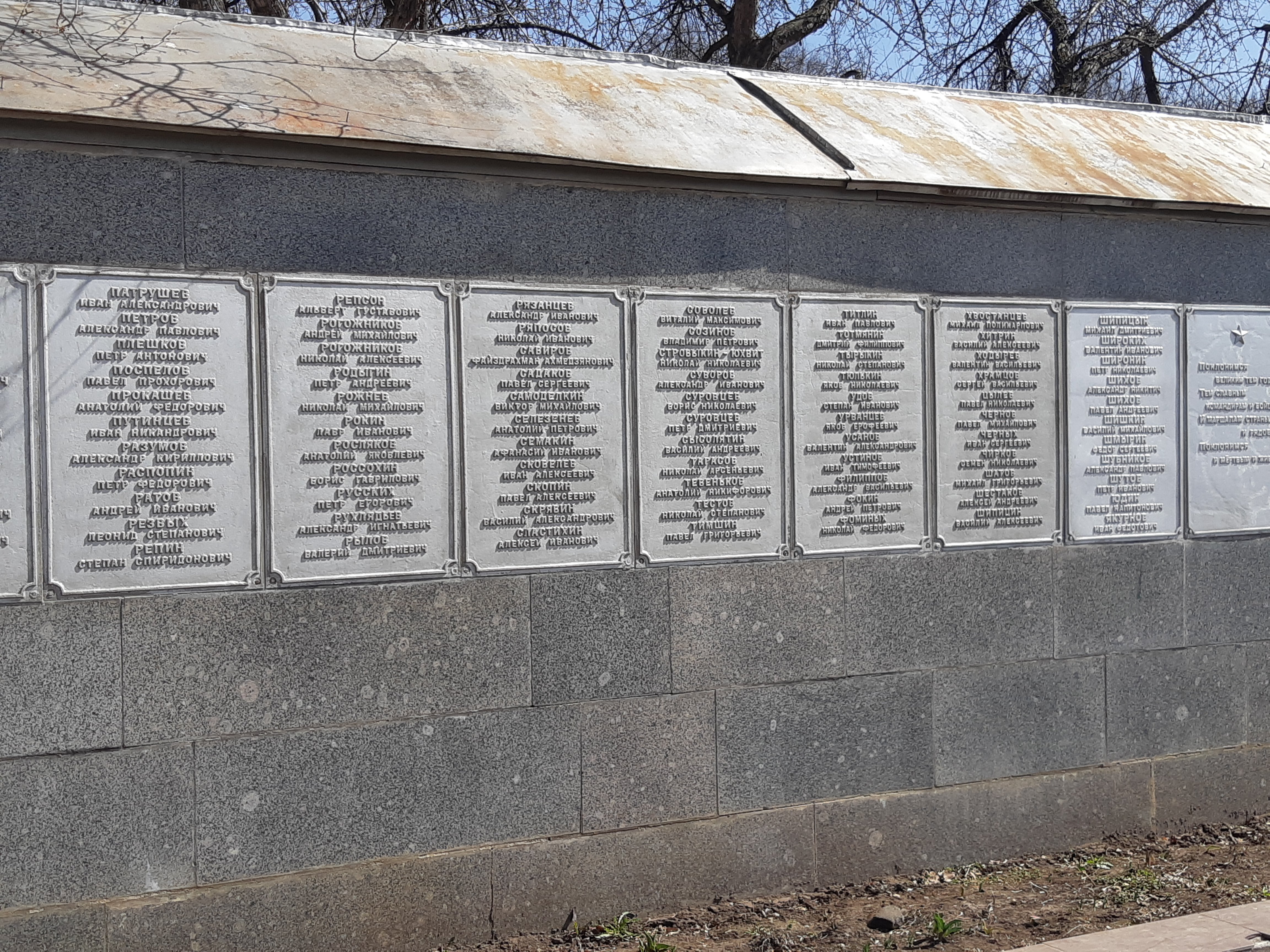
Имя Героя на мемориальной доске в парке г. Кирова

- Имя Героя Советского Союза А. Ф. Прокашева увековечено на мемориальной доске в честь кировчан — Героев Советского Союза в парке дворца пионеров города Кирова.
- Имя Героя высечено золотыми буквами в зале Славы Центрального музея Великой Отечественной войны в Парке Победы г. Москвы.
- Именем Героя Советского Союза А. Ф. Прокашева названа улица в селе Бельтюги Кумёнского района Кировской области.

.

## Комментарии
1. ↑  Деревня Малые Ключи, относившаяся к Вожгальской волости Вятского уезда, в последующем входила в состав Леденцовского сельсовета Вожгальского района; не сохранилась, ныне — территория Кумёнского района Кировской области[2].
2. ↑  В Кумёнском районе имеются ещё две деревни Ключи: в Кумёнском сельском поселении и в Вичевском сельском поселении.

## Документы
- Общедоступный электронный банк документов «Подвиг Народа в Великой Отечественной войне 1941—1945 гг.» Дата обращения: 13 апреля 2013. Архивировано из оригинала 13 марта 2012 года.

Представление к званию Героя Советского Союза. Дата обращения: 13 апреля 2013. Архивировано 21 апреля 2013 года.
Указ Президиума Верховного Совета СССР о присвоении звания Героя Советского Союза. Дата обращения: 13 апреля 2013. Архивировано 23 апреля 2013 года.
Орден Отечественной войны 2-й степени (наградной лист и приказ о награждении). Дата обращения: 13 апреля 2013. Архивировано 23 апреля 2013 года.
Орден Красной Звезды (наградной лист и приказ о награждении). Дата обращения: 13 апреля 2013. Архивировано 23 апреля 2013 года.
Орден Славы 3-й степени (наградной лист и приказ о награждении). Дата обращения: 13 апреля 2013. Архивировано 23 апреля 2013 года.
Медаль «За боевые заслуги» (приказ о награждении от 10.04.1943). Дата обращения: 13 апреля 2013. Архивировано 23 апреля 2013 года.